# Поезд на краю света
Поезд на краю света (исп. El Tren del Fin del Mundo), или Южная железная дорога Огненной Земли (исп. Ferrocarril Austral Fueguino (FCAF)), — узкоколейная железная дорога в провинции Огненная Земля (Аргентина), на которой до сих пор применяется паровой локомотив. Первоначально была построена для обслуживания тюрьмы в Ушуае, в частности для перевозки древесины. Сейчас она работает как историческая железная дорога в национальном парке «Огненная Земля». Считается самой южной железной дорогой из всех действующих в мире.

## История
В конце XIX века на архипелаге Огненная Земля основали исправительную колонию. Первые заключённые прибыли туда в 1884 году. В 1902 году началось строительство комплекса зданий для обслуживающего персонала. Также была проложена железная дорога на деревянных рельсах для транспортирования строительных материалов, преимущественно камней, песка и древесины. Первоначально тягловой силой железной дороги были быки, которые тянули вагоны по узкой колее шириной менее 1 м (3 фута 3 3⁄8 дюйма). В 1909 году начальник колонии известил аргентинское правительство о необходимости усовершенствования железной дороги, и в 1909—1910 годах были проложены новые пути шириной 600 мм (1 фут 11 5⁄8 дюймов) для паровоза. Эта обновлённая железная дорога связывала колонию с лесничеством и пролегала вдоль береговой линии до городка Ушуайя, который быстро развивался. Железная дорога была известна под названием «Поезд узников» (исп. Tren de los Presos) и поставляла в город древесину, необходимую как для строительства, так и для бытовых нужд.
По мере того как вырубались окрестные леса, железная дорога постепенно продвигалась вглубь острова, вдоль долины реки Пипо и поднималась в горы. Постоянное строительство железной дороги давало возможность расширять колонию и город.
В 1947 году исправительную колонию закрыли и на её месте основали военно-морскую базу. Два года спустя, в 1949 году, землетрясение на Огненной Земле разрушило бо́льшую часть дороги. Правительство приложило усилия для расчистки линии и восстановления железнодорожного сообщения, несмотря на отсутствие заключённых. Однако железнодорожная линия оказалась нерентабельной и в 1952 году её закрыли.

### Возрождение дороги как туристического объекта
В 1994 году железную дорогу перешили на колею 500 мм (19 3⁄4 дюйма) и она снова заработала, хотя по сравнению со своим прошлым, тюремным, вариантом она стала просто роскошной — с вагоном-рестораном и с шампанским в этом ресторане. В 1995 году для железной дороги приобрели в Великобритании новый паровоз модели 2-6-2Т, который получил название «Камила», и ещё один, аргентинский, модели 4-4-0, который получил название «Порта». Кроме этих паровозов для железной дороги приобрели ещё три дизельных локомотива и два паровоза системы Гарратт. В 2006 году на железной дороге появился ещё один паровоз, который был назван «Зубьета» в честь Гектора Родригеса Зубьеты, судостроителя и первого популяризатора туризма на Огненной Земле.
На обновлённой железной дороге поезда отправляются от станции «Край света» (примерно в 10 км от аэропорта Ушуайя). Маршрут поезда пролегает вдоль долины Пико до ущелья Торо и далее до станции Cascada de la Macarena, где поезд делает 15-минутную остановку, в течение которой посетители могут узнать больше об истории и быте племени яганов, коренного населения Огненной Земли, а также забраться на смотровую площадку. Далее поезд доезжает до национального парка, что лежит в долине между горами, и, наконец, прибывает на конечную станцию El Parque, откуда посетители могут вернуться на начальную станцию тем же поездом или продолжить экскурсию по Огненной Земле.

## В популярной культуре
Поезд Края Света вдохновил американского певца Майкла Грейвза на написание песни Train to the End of the World из его альбома, выпущенного в 2013 году компанией Vagabond.

## Галерея

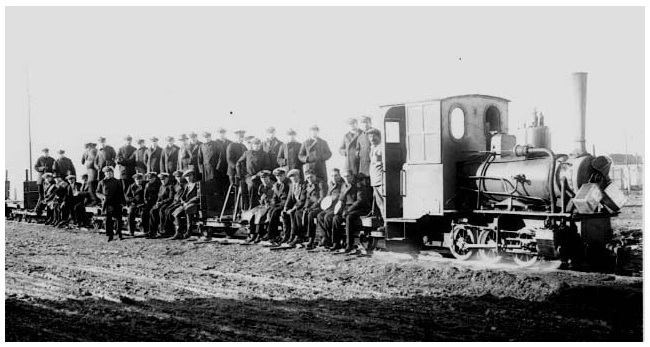
Персонал тюрьмы Ушуайя рядом с паровозом, 1920 год
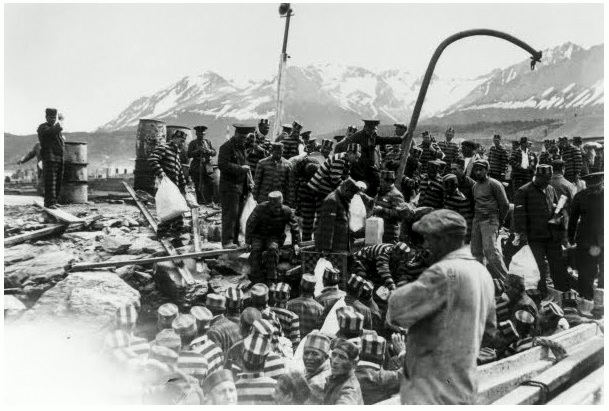
Поезд, перевозящий узников под присмотром полиции
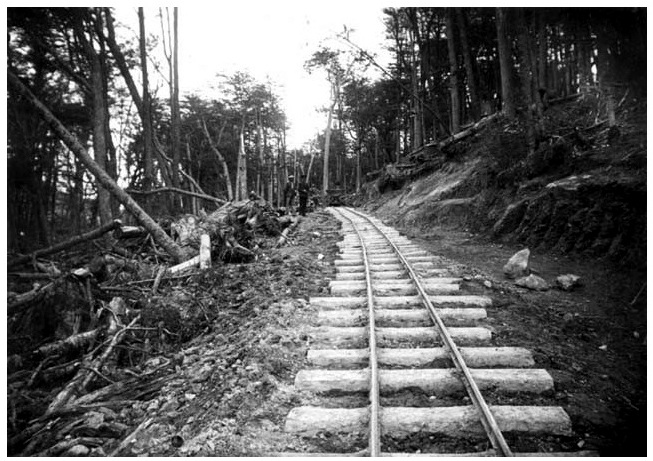
Железнодорожная колея в лесу, 1920 год
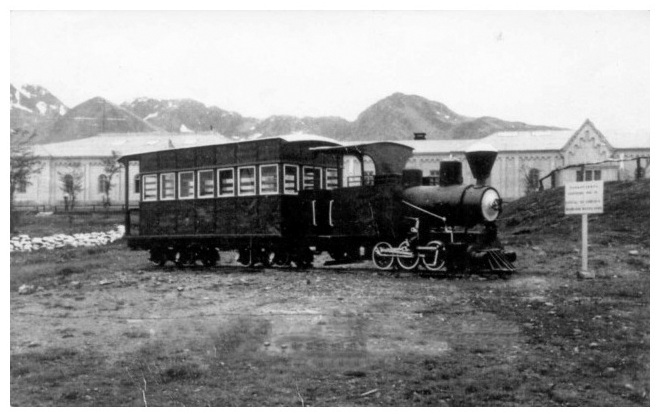
Поезд с пассажирами, 1930 год
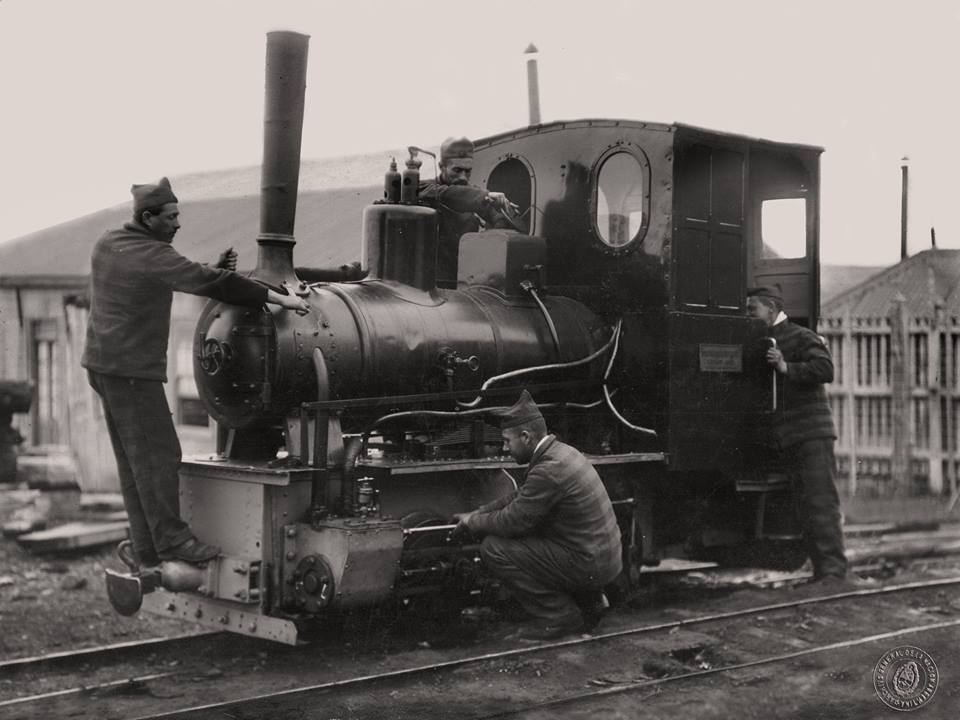
Группа арестантов обслуживает поезд, 1931 год
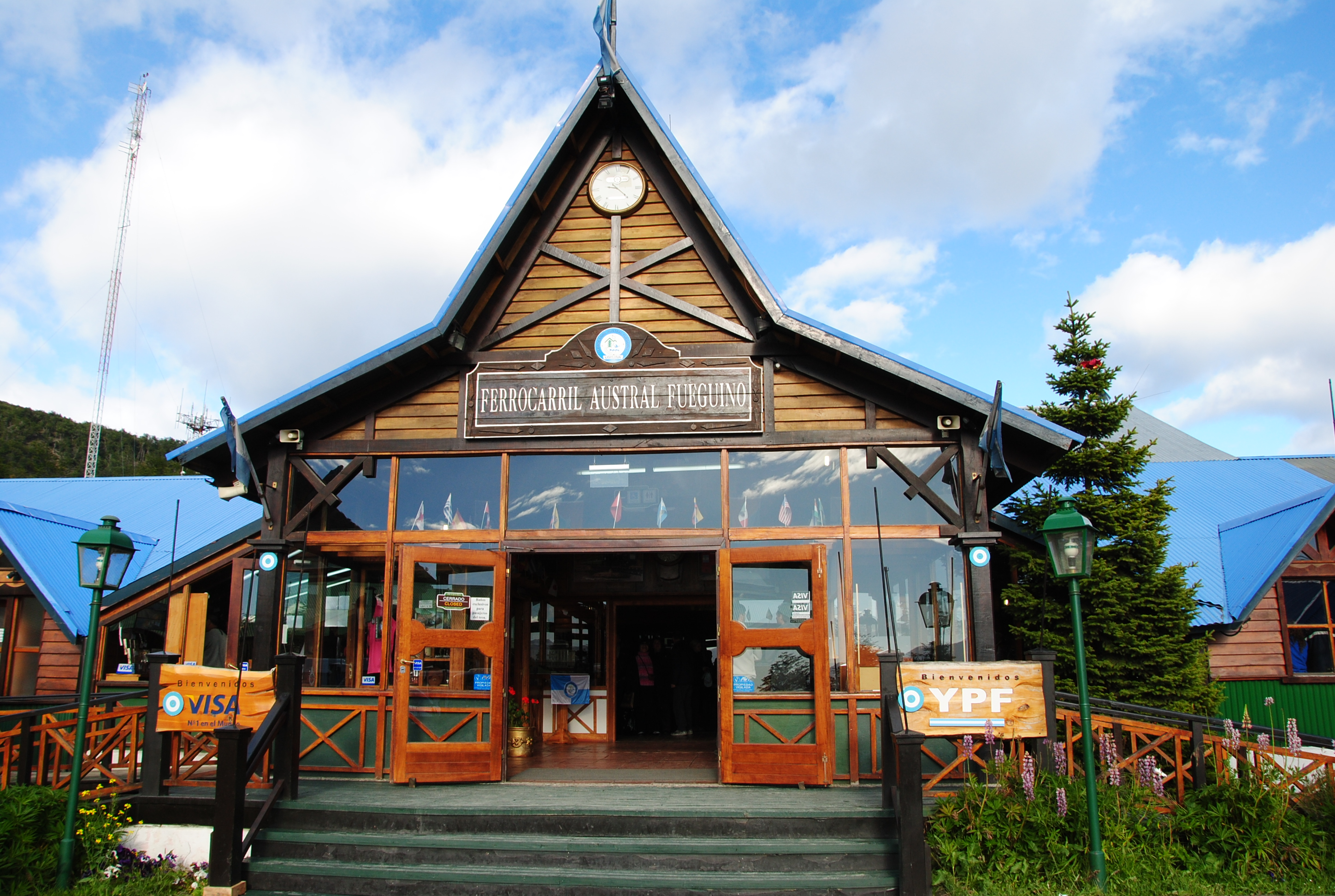
Станция «Конец Света»
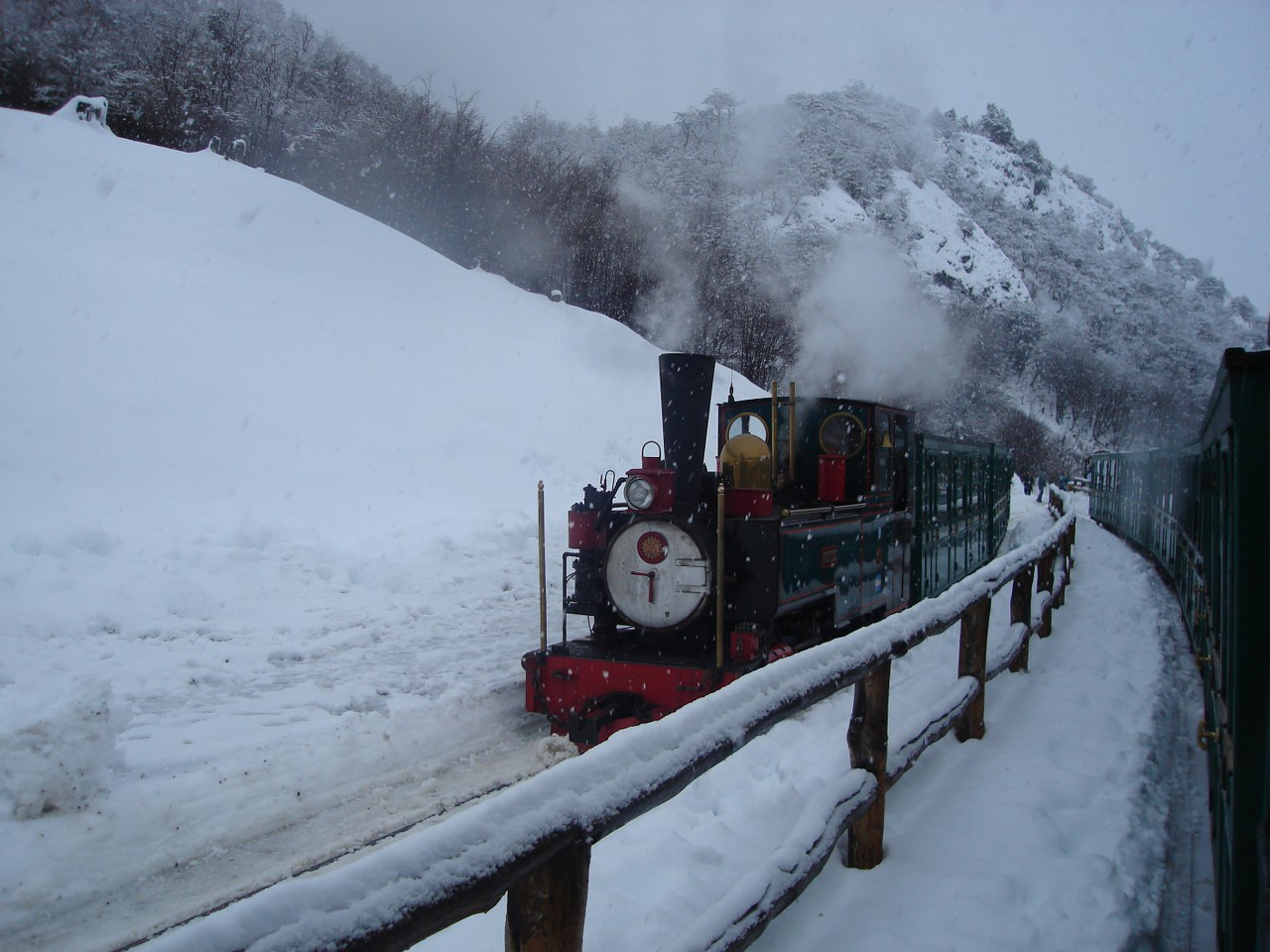
Поезд зимой 2008 года
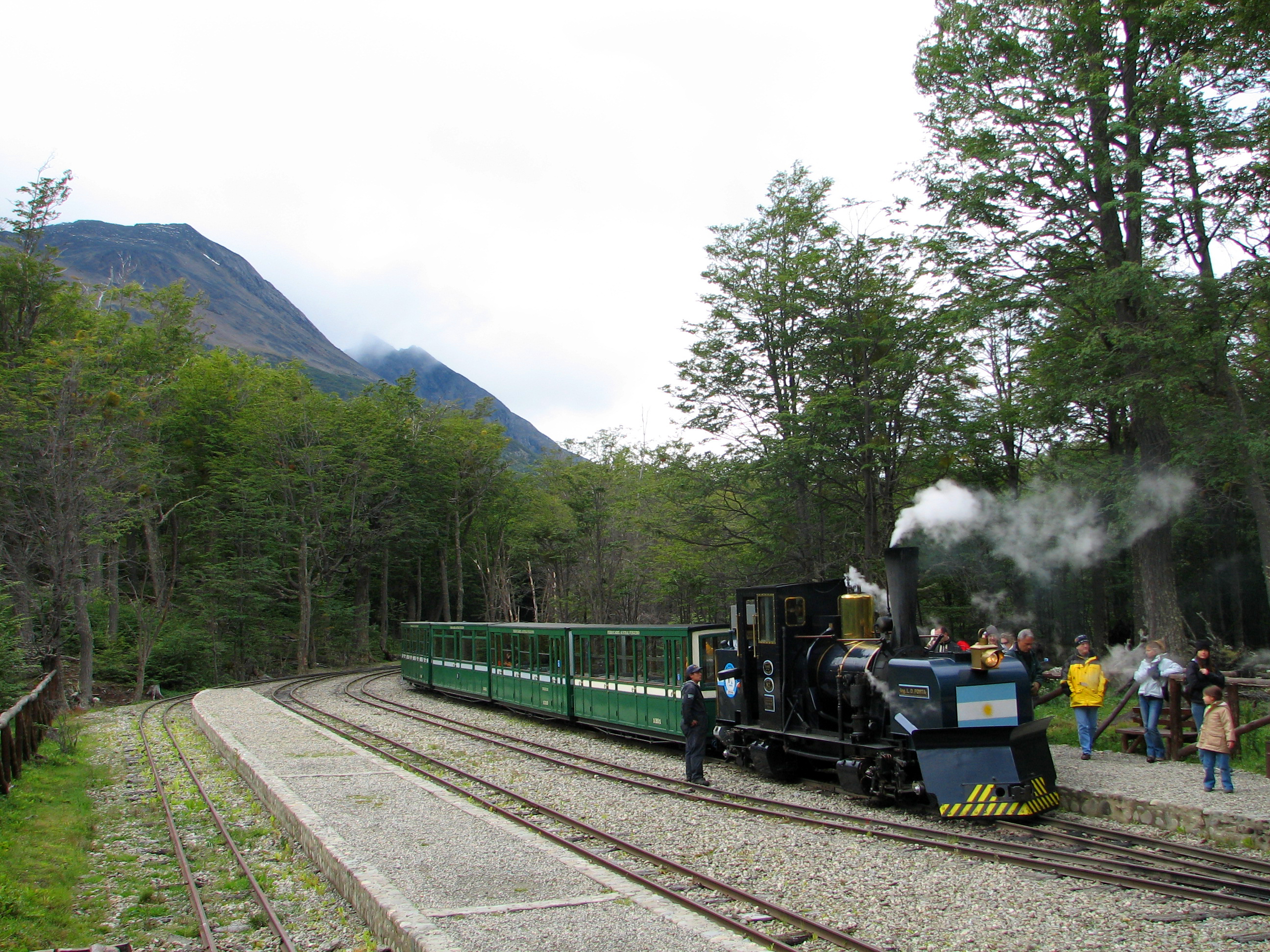
Поезд на станции Cascada de la Macarena
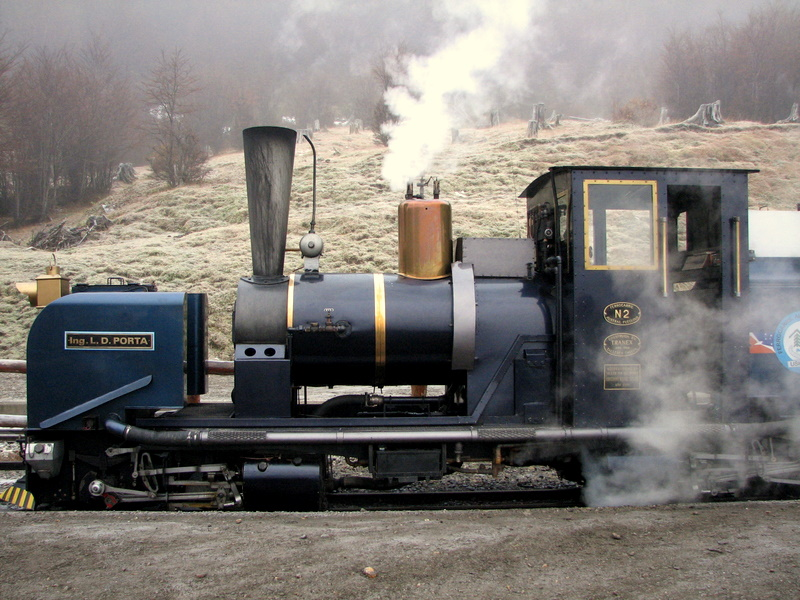
Один из локомотивов
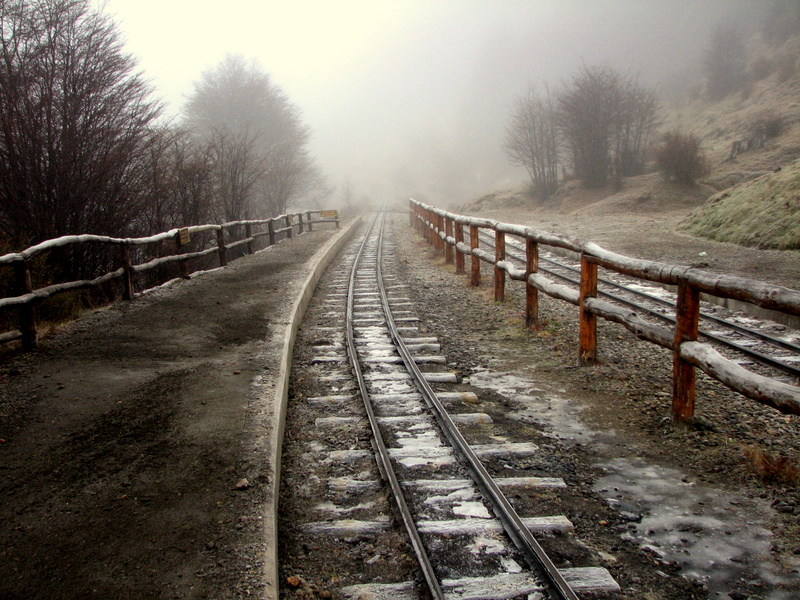
Колея Поезда Края Света